# Museum für russlanddeutsche Kulturgeschichte
Das Museum für russlanddeutsche Kulturgeschichte in Detmold ist das bundesweit erste und einzige Museum, das der Kulturgeschichte der Russlanddeutschen gewidmet ist.
Träger des Museums ist der Verein für russlanddeutsche Kultur und Volkskunde e.V. Das Museum wird nach § 96 BVFG vom Bund gefördert.

## Entstehung
Die Initiative zur Gründung des Museums ging von Otto Hertel aus, einem Lehrer und Menschenrechtler russlanddeutscher Herkunft. Er sammelte erste Objekte und erstellte eine Wanderausstellung. Den ersten größeren Sammlungsbestand stiftete zwischen 1989 und 1994 der russlanddeutsche Bildhauer Jakob Wedel. Am 16. März 1996 öffnete Otto Hertel das Museum erstmals in der Georgstraße in Detmold.
Nach dem Tod Hertels übernahm 1999 Katharina Neufeld die Leitung des Museums. 2002 wurde der Verein für russlanddeutsche Kultur und Volkskunde e. V. gegründet, der die Trägerschaft des Museums übernahm. Ab 2009 begann der Trägerverein die Planung eines Neubaus des Museums ebenfalls in der Georgstraße. Der Neubau wurde 2011 mit der Dauerausstellung „Ausgepackt. Die Geschichte und Gegenwart der Deutschen aus Russland“ eröffnet. Seit 2016 ermöglicht eine Förderung der Bundesbeauftragten für Kultur und Medien das Fortbestehen und die inhaltliche Erweiterung des Museums. Nach der Pensionierung von Katharina Neufeld 2017 übernahm Kornelius Ens die Leitung des Hauses.

## Museum
Die Dauerausstellung „Ausgepackt. Die Geschichte und Gegenwart der Deutschen aus Russland“ zeigt auf zwei Etagen mit insgesamt 500 m² die Geschichte der Russlanddeutschen seit den ersten deutschen Kolonisten, die einer Einladung Katharinas der Großen ab 1763 nach Russland folgten bis zur Rückkehr als (Spät-)Aussiedler vor allem in den 1990er-Jahren.
In zwei Sonderausstellungsräumen mit insgesamt noch einmal 100 m² vertieft das Museum jährlich wechselnd Inhalte der Dauerausstellung. Neben den Räumen für die Ausstellungen und die Sammlung besitzt das Museum eine für Besucher zugängliche wissenschaftliche Bibliothek sowie ein auf Anfrage nutzbares Archiv. An das Museum ist ebenfalls eine Arbeitsgemeinschaft für Familienforschung angegliedert, die bei genealogischen Fragestellungen gegenseitige Unterstützung leistet. Das Museum kooperiert mit unterschiedlichen wissenschaftlichen Institutionen, u. a. dem Bundesinstitut für Kultur und Geschichte der Deutschen im östlichen Europa (Universität Oldenburg) sowie dem Institut für Migrationsforschung und Interkulturelle Studien (Universität Osnabrück).

Dauerausstellung im Museum für russlanddeutsche Kulturgeschichte
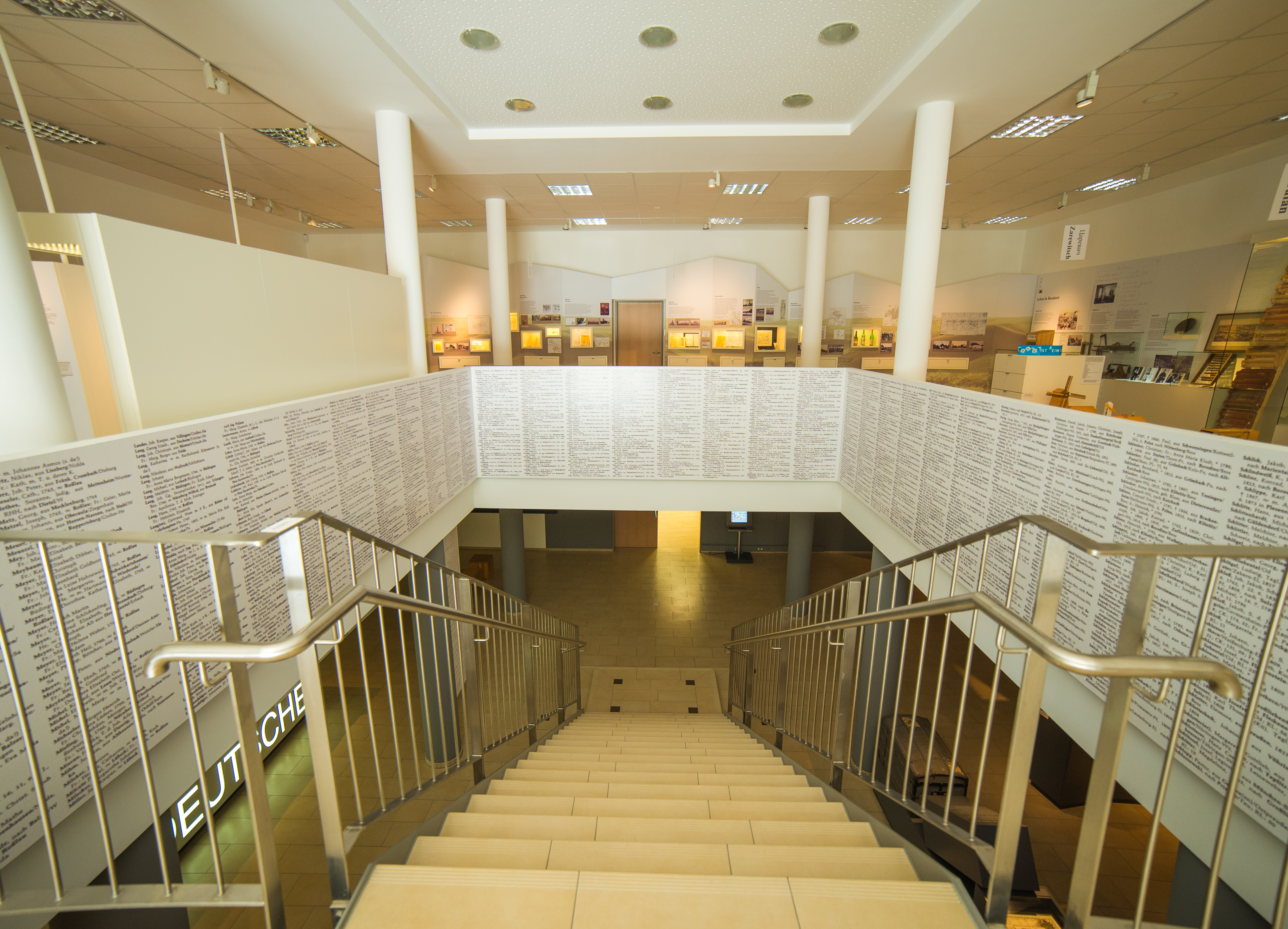
Dauerausstellung im Erd- und Untergeschoss.

## Sammlung
Die Sammlung des Museums für russlanddeutsche Kulturgeschichte umfasst vor allem Alltagsgegenstände wie Werkzeug, Kleidung, Geschirr, Reiseutensilien, Briefwechsel oder Tagebücher. Zum Bestand gehören außerdem Gemälde und Skulpturen hauptsächlich aus dem 20. Jahrhundert. Alle Objekte stehen in Bezug zur russlanddeutschen Geschichte der letzten 300 Jahre. Das Museumsarchiv umfasst zahlreiche historische Dokumente sowie Audio- und Videomedien. Das Archiv beherbergt zudem eine Bildsammlung mit Postkarten, Fotografien und Dias.

## Kulturarbeit
Das Museum für russlanddeutsche Kulturgeschichte ist seit dem 1. November 2017 der Standort des neu geschaffenen Kulturreferats für Deutsche aus Russland. Der zuständige Kulturreferent ist seitdem Edwin Warkentin. Das Kulturreferat wurde im Rahmen der Kulturförderung für Aussiedler, Vertriebene und Flüchtlinge nach dem Bundesvertriebenengesetz eingerichtet. Der Referent initiiert bundesweit Kulturprojekte, wirkt kooperativ bei Projekten des Museums mit und berät externe Organisationen und Institutionen.